# Broadus
Broadus ist eine kleine Ortschaft im äußersten Südosten des US-Bundesstaats Montana und liegt im Powder River County, dessen Sitz der Verwaltung sie ist. Im Jahr 2020 zählte die Ortschaft 456 Einwohner. Die nächsten größeren Städte sind  Billings im Westen (268 km) und Rapid City im Nachbarstaat South Dakota (241 km) im Südosten, mit welchen Broadus über Fernstraßen verbunden ist.

## Geschichte
Der Ortsname geht auf die erste Siedlerfamilie in dieser Gegend, die Familie Broaddus, zurück. Bei der Stadtgründung wurden die Straßen extra breit angelegt, um Pferdekutschen das Wenden zu ermöglichen. Bis heute sind die Straßen innerhalb der Ortschaft überwiegend breit gestaltet.
Am 16. und 17. März 1876 kam es 56 km südlich von Broadus zur Schlacht am Powder River zwischen der US-Kavallerie und zahlenmäßig unterlegenen Kriegern der Sioux und Cheyenne, welche die Indianer dennoch für sich entscheiden konnten. Diese Niederlage sollte später im Rahmen der Indianerkriege die erste von drei verheerenden Niederlagen der US-amerikanischen Armee im Jahr 1876 bedeuten, wobei diese Entwicklung dann mit der Niederlage von George Armstrong Custer in der Schlacht am Little Bighorn ihren Höhepunkt erreichte.

## Wirtschaft
Die lokale Wirtschaft ist bis heute einseitig landwirtschaftlich geprägt. Nicht zuletzt deshalb hat Broadus heutzutage aufgrund seiner isolierten Lage und seiner veralteten harten und weichen Infrastruktur mit wirtschaftlichen Problemen zu kämpfen. So sind z. B. die Verbindungsqualität für Mobiltelefone und die Qualität des Kabelfernsehens weiterhin schlecht. Darüber hinaus ist der zur Verfügung stehende freie Wohnraum relativ begrenzt. Außerdem leidet die Ortschaft unter einer zunehmenden Überalterung ihrer Einwohnerschaft durch die fortwährende Landflucht junger Einwohner. Aufgrund dessen gingen Broadus allmählich sogar grundlegende Dienstleister verloren. So gibt es z. B. im Ort heutzutage weder einen Klempner, noch eine Kfz-Werkstatt.

## Tourismus
Broadus könnte besonders aufgrund der relativ unberührten Naturräume in seiner Umgebung Touristen anziehen, welche insbesondere großes Potenzial für den Jagd- und Angeltourismus mit sich brächten. Jedoch mangelt es in Broadus an Übernachtungsmöglichkeiten für Auswärtige, da es kaum Motels oder Hotels gibt, und auch der international populäre Yellowstone-Nationalpark liegt rund 500 km südwestlich des Ortes im Nachbarstaat Wyoming, so dass sich der Großteil zahlungskräftiger Touristen weiterhin in erster Linie auf diese touristisch weit besser erschlossene Region konzentriert.

## Kultur und Sehenswürdigkeiten
Im Ort steht das der Pionierzeit gewidmete Powder River Historical Museum jedes Jahr von Anfang Juni bis Ende September zur Besichtigung offen. Im August eines jeden Jahres finden in Broadus das Chokecherry Festival sowie die Powder River County Fair statt.